# Justin Haak
Justin Haak (Brooklyn, 12 settembre 2001) è un calciatore statunitense, centrocampista del New York City.

## Carriera

### Club
Ha giocato nell'Academy del New York City dal 2015 al 2019 nel periodo in cui frequentava la High School for Environmental Studies. Il 24 gennaio 2019 ha firmato il suo primo contratto professionistico in qualità di giocatore locale ed il 4 giugno seguente ha debuttato in MLS contro il FC Cincinnati.
Il 9 settembre 2020 si è unito in prestito all'Hartford Athletic in USL Championship per il resto della stagione. Ha realizzato la sua prima rete otto giorni più tardi contro il N.Y. Red Bulls II. Il 16 agosto 2021 ha fatto ritorno all'Hartford, nuovamente in prestito.
Rientrato a New York nel 2022, è stato confermato in prima squadra con cui ha collezionato 21 presenze nelle varie competizioni disputate nel corso della stagione. Il 15 novembre è rimasto svincolato in seguito alla scadenza del contratto, ma l'11 gennaio 2023 ha firmato un nuovo accordo con il club bianco-azzurro valido fino al 2025 con opzione di un ulteriore anno.

### Nazionale
Ha giocato nelle nazionali giovanili statunitensi Under-18 ed Under-20.

## Statistiche

### Presenze e reti nei club
Statistiche aggiornate al 7 luglio 2023.
| Stagione                 | Squadra                  | Campionato               | Campionato | Campionato | Coppe nazionali | Coppe nazionali | Coppe nazionali | Coppe continentali | Coppe continentali | Coppe continentali | Altre coppe | Altre coppe | Altre coppe | Totale | Totale |
| Stagione                 | Squadra                  | Comp                     | Pres       | Reti       | Comp            | Pres            | Reti            | Comp               | Pres               | Reti               | Comp        | Pres        | Reti        | Pres   | Reti   |
| ------------------------ | ------------------------ | ------------------------ | ---------- | ---------- | --------------- | --------------- | --------------- | ------------------ | ------------------ | ------------------ | ----------- | ----------- | ----------- | ------ | ------ |
| 2019                     | New York City            | MLS                      | 3          | 0          | USOC            | 3               | 0               |                    | -                  | -                  |             | -           | -           | 6      | 0      |
| 2020                     | Hartford Athletic        | USLC                     | 8          | 1          |                 | -               | -               |                    | -                  | -                  |             | -           | -           | 8      | 1      |
| 2020                     | New York City            | MLS                      | 0          | 0          |                 | -               | -               | CCL                | 0                  | 0                  |             | -           | -           | 0      | 0      |
| 2021                     | New York City            | MLS                      | 0          | 0          |                 | -               | -               |                    | -                  | -                  | LC          | 0           | 0           | 0      | 0      |
| 2021                     | Hartford Athletic        | USLC                     | 16         | 0          |                 | -               | -               |                    | -                  | -                  |             | -           | -           | 16     | 0      |
| Totale Hartford Athletic | Totale Hartford Athletic | Totale Hartford Athletic | 24         | 1          |                 | -               | -               |                    | -                  | -                  |             | -           | -           | 24     | 1      |
| 2022                     | New York City II         | MNP                      | 6          | 1          |                 | -               | -               |                    | -                  | -                  |             | -           | -           | 6      | 1      |
| 2023                     | New York City II         | MNP                      | 1          | 1          |                 | -               | -               |                    | -                  | -                  |             | -           | -           | 1      | 1      |
| Totale New York City II  | Totale New York City II  | Totale New York City II  | 7          | 2          |                 | -               | -               |                    | -                  | -                  |             | -           | -           | 7      | 2      |
| 2022                     | New York City            | MLS                      | 17         | 0          | USOC            | 2               | 0               | CCL                | 1                  | 0                  | CC          | 1           | 0           | 21     | 0      |
| 2023                     | New York City            | MLS                      | 9          | 0          | USOC            | 1               | 0               |                    | -                  | -                  |             | -           | -           | 10     | 0      |
| Totale New York City     | Totale New York City     | Totale New York City     | 29         | 0          |                 | 6               | 0               |                    | 1                  | 0                  |             | 1           | 0           | 37     | 0      |
| Totale carriera          | Totale carriera          | Totale carriera          | 60         | 3          |                 | 6               | 0               |                    | 1                  | 0                  |             | 1           | 0           | 68     | 3      |

## Palmarès

### Club

#### Competizioni internazionali
- Campeones Cup: 1

New York City: 2022